# Бацбійська мова
Бацбійська мова (ბაცბაჼ მოტ, Batsbä Moț) — загрожена мова з Кавказу, рідна мова бацбійського народу. Поширена в селі Земо-Алвані Ахметського району Кахетського краю Грузії. Бацбійська мова не має своєї писемності, для її запису використовують грузинську абетку з додатковими буквами. Станом на 1975 рік нею розмовляли понад 3000 осіб, однак уже 1997 року налічувалося близько 500 осіб, що володіють бацбійською мовою.
Бацбійський народ походить з гірської частини Інгушетії, звідки на початку XIX ст. відбулося переселення до Кахетії. У Тушетії біля гирла річки Цова бацбійці живуть у чотирох громадах: Сажірта, Отелта, Індурта, Мозарта. Бацбійська мова — одна з нахських мов, але протиставлена вайнахським мовам (не є взаємозрозумілою з інгуською та чеченською мовами). 
Однією з унікальних особливостей мови є наявність глухої фонеми лъ (втрачена у вайнахських мовах), серії інтенсивних приголосних звуків (лл, сс, хх, ккъ тощо) та нових комплексів приголосних звуків. Вокалізм є простішим, ніж в інших нахських мовах і не включає висхідних дифтонгів. Іменник має 8 іменних класів (найбільше серед кавказьких мов) і 10 основних відмінків. Має агентативне дієслово: розрізняють ас Іоже (я впав не з власної вини) і со Іоже (я впав з власної ж вини). Під впливом грузинської мови розвинулось особове відмінювання, що злилося з класним відмінюванням, завдяки чому в дієслові маркується як суб'єкт, так і об'єкт: ас хи д-етто-с «я наливаю воду», ахь хи д-етто-хь «ти наливаєш воду» (д – показник класу, -с і -хь – особові показники). 